# Joshua (oratorio)

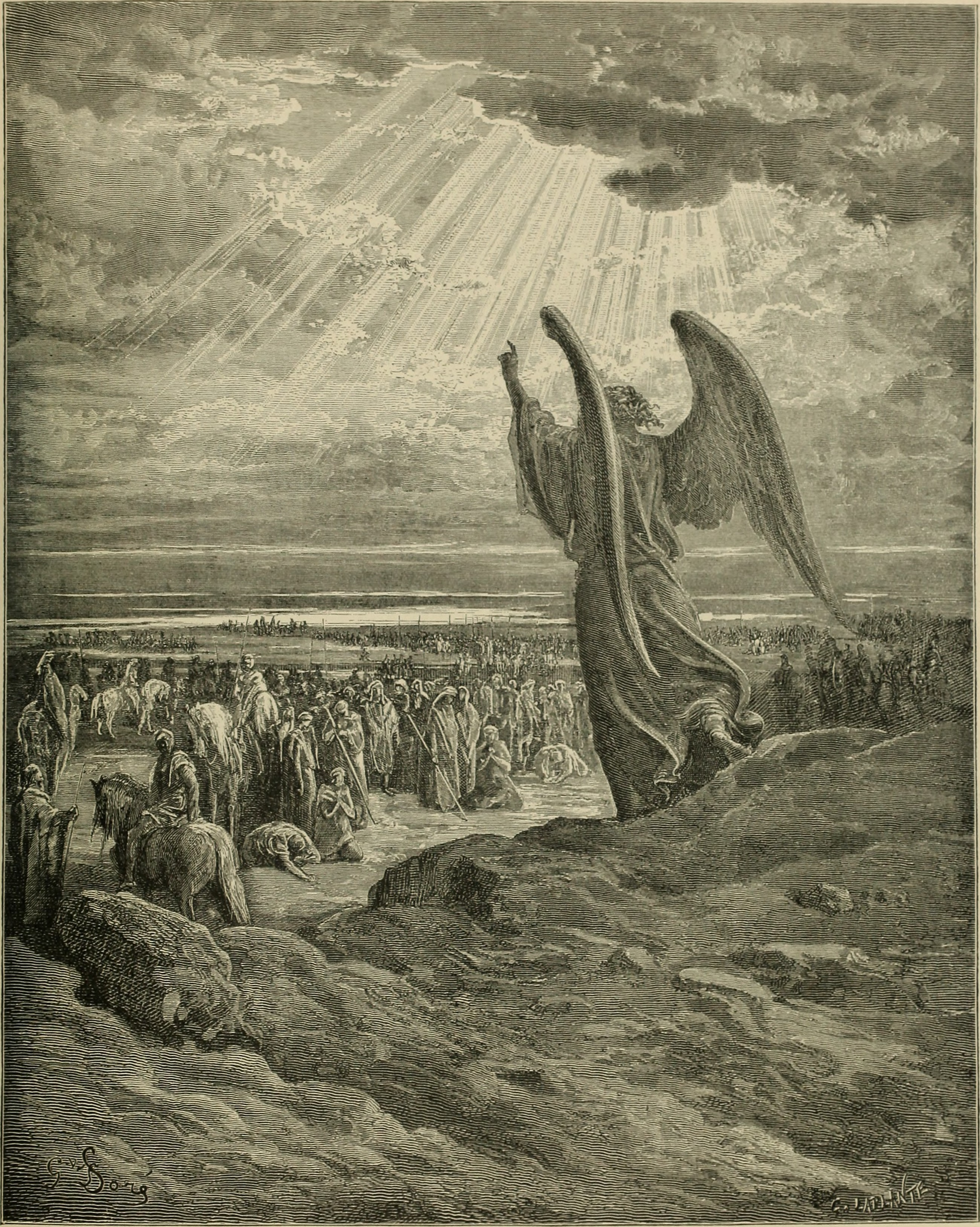
L'Angelo del Signore appare a Giosuè

Joshua (HWV 64) è un oratorio di Georg Friedrich Händel. Fu composto in un mese, fra il 19 luglio 1747 e il 19 agosto 1747, sei mesi prima l'inizio della stagione degli oratori ed è il quarto oratorio basato su un libretto di Thomas Morell. L'oratorio debuttò il 9 marzo 1748 al Teatro Covent Garden, Londra.  Joshua è basato sulla storia biblica di Giosuè come capo dei ragazzi di Israele. Il racconto segue gli Israeliti dal loro passaggio sul il Giordano fino a Canaan e attraverso la Battaglia di Gerico. Il lavoro comprende una storia di fantasia su un amore fra Achsah, figlia di Caleb, ed Othniel, un giovane soldato.
Joshua è una delle ultime opere di Handel, dall'alto del suo tardo periodo creativo. Fu il quarto oratorio che Händel aveva scritto nell'arco di venti mesi. In seguito alla crescita giacobita in Inghilterra, Händel produsse una serie di oratori inglesi sulla base di temi militari: Oratorio occasionale, Giuda Maccabeo, Alexander Balus, Joshua e Solomon. Con queste composizioni Händel portò alla ribalta l'oratorio inglese, che combina temi religiosi e la lingua nativa inglese. Joshua è uno dei suoi oratori più brevi, che non contiene un'ouverture vera e propria, ma solo un breve movimento orchestrale intitolato semplicemente, "Introduzione". Joshua comprende anche almeno cinque pezzi presi in prestito da altre composizioni di Händel. La prima parte fu completata il 30 luglio 1747, la seconda l'8 agosto e la terza parte il 19 agosto.
Contrariamente allo stile popolare della monodia, gli oratori di Händel rafforzano il ruolo del coro nel dramma. Il secondo coro più famoso di Händel, "See the Conq'ring Hero Comes" era stato scritto inizialmente per Joshua. Fu un brano immensamente popolare e Händel presto lo aggiunse a Giuda Maccabeo, che aveva debuttato la stagione prima. Il coro è molto più spesso messo in relazione a tale oratorio (Giuda) a causa della sua relativamente maggiore fama.

## Organico orchestrale
Gli strumenti originali barocchi da usare sarebbero dovuti essere:
- Violino I e II
- Viola
- Oboe I e II
- Bassi
- Basso continuo
- Flauto traverso (Flauto da concerto occidentale)
- Tromba (Tromba da tirarsi) I e II
- Timpani
- Corno I e II

La maggior parte delle arie di questo lavoro sono accompagnate da archi, oboe e basso continuo, mentre i recitativi sono cantati solo con l'accompagnamento del basso continuo. Nelle esecuzioni degli esordi, la parte del basso continuo sarebbe stata suonata da un suonatore di clavicembalo. L'aria della prima parte Hark! Tis the linnet è dotata di un assolo per flauto traverso che imita la melodia della canzone dell'uccello che canta Acsa più tardi. I Timpani, la tromba e il corno sono utilizzati durante i movimenti più di tipo militare.

## Ruoli
| Ruoli | Voce         | Cast originale del 1749 |
| --- | ------------ | ----------------------- |
| Giosuè, Signore degli Israeliti                                                                             | tenore       | Thomas Lowe             |
| Othniel, un giovane guerriero, promesso ad Achsah                                                           | mezzosoprano | Caterina Galli          |
| Caleb | basso        | Thomas Reinhold         |
| Achsah, figlia di Caleb                                                                                     | soprano      | Domenica Casarini       |
| Angelo | tenore       |                         |
| Coro di israeliti, coro di israeliti sconfitti, coro della tribù di Giuda, coro di Giovani, coro di Vergini |              |                         |

### Parte 1
I figli di Israele celebrano la fine del loro viaggio sul fiume Giordano e nella terra di Canaan, lodando Dio per le sue benedizioni e Giosuè per averli guidati. Un angelo appare a Giosuè e lo sceglie per guidare un esercito contro Gerico. Giosuè prepara i suoi soldati per l'attacco. Otniel, uno dei guerrieri di Giosuè, è promesso sposo di Acsa e si prepara a separarsi dal suo amore e andare in battaglia con Giosuè.

### Parte 2
Giosuè e il suo esercito distruggono la potente città di Gerico e poi celebrano la festa della Pasqua ebraica. L'esercito sente la notizia della sconfitta di Israele ad Ai (Canaan) e Giosuè raduna i suoi uomini per incitarli a rinnovare i loro attacchi. Othniel invita Acsa, ma Caleb, il padre, lo manda via, dicendogli di andare ad unirsi alla guerra nella difesa degli alleati di Israele. Miracolosamente, il sole e la luna si fermano nel loro cammino, permettendo così agli Israeliti di continuare a combattere fino a quando si saranno vittoriosi.

### Parte 3
Il combattimento è finito e Giosuè è di nuovo lodato come un grande condottiero. Egli concede poi a Caleb la terra che gli era stata promessa per bocca di Mosè. Caleb promette la mano della figlia a chiunque saprà conquistare la città di Debir. Otniel coglie l'occasione e chiede a Dio di guidarlo verso il successo. Egli ritorna trionfante e Acsa loda Dio che ha protetto il suo amato. Le persone alzano ringraziamenti a Dio per la loro prosperità e liberazione.

### Parte 1
- Introduzione - Orchestra
- Ye sons of Israel- Chorus
- Behold my friends- Tenor, Bass recitative
- Oh first in wisdom- Bass aria
- Matrons and Virgins- Soprano recitative
- Oh who can tell- Soprano aria
- Caleb, attend to all I now prescribe- Tenor recitative
- To long posterity- Tenor solo with Chorus
- So long the memory- Tenor recitative
- While Kedron's brook- Tenor aria
- But who is He- Alto recitative
- Awful pleasing being, say- Alto aria
- Joshua, I come commission'd- Tenor (Soprano) recitative
- Leader of Israel- Tenor (Soprano) recitative
- To give command- Tenor recitative
- Haste, Israel, haste- Tenor aria
- The Lord commands- Chorus
- In these blest scenes- Soprano, Alto recitative
- 'Tis Achsah's voice-Soprano, Alto recitative
- Hail, lovely virgin- Soprano, Alto aria
- Hark, hark! 'Tis the linnet- Soprano
- Oh Achsah, form'd for ev'ry chaste delight- Alto recitative
- Our limpid streams- Soprano, Alto duet
- The trumpet calls- Alto recitative
- May all the host of heaven- Chorus

### Parte 2
- 'Tis well- Tenor recitative
- March- Orchestra
- Glory to God- Tenor solo and Chorus
- The walls are levell'd- Bass recitative
- See the raging flames arise- Bass aria
- To vanity and earthly pride- Soprano aria
- Let all the seed of Abrah'm- Tenor recitative
- Almighty ruler of the skies- Tenor solo and Chorus
- Joshua, the men- Bass recitative
- How soon our tow'ring hopes are cross'd- Chorus
- Whence this dejection- Tenor recitative
- With redoubled rage return- Tenor aria
- We with redoubled rage- Chorus
- Now give the army breath- Alto recitative
- Heroes, when with glory burning- Alto aria
- Indulgent heaven hath heard- Soprano recitative
- As chears the sun- Soprano aria
- Sure I'm deceived- Bass, Alto recitative
- Nations, who in future story- Alto aria
- Brethren and friends- Tenor recitative
- Sinfonia- Orchestra
- Thus far our cause- Bass recitative
- Trumpet flourish- Orchestra
- Oh! thou bright orb- Tenor solo and Chorus

### Parte 3
- Hail! Mighty Joshua- Chorus
- Happy, oh, thrice happy we- Soprano aria
- Caleb, for holy Eleazer send- Tenor, Bass recitative
- Shall I in Mamre's fertile plain- Bass aria
- For all these mercies we will sing- Chorus
- Oh Caleb, fear'd by foes- Alto, Bass recitative
- Place danger around me- Alto aria
- Father of mercy-Chorus
- In bloom of youth- Tenor recitative
- See the conqu'ring hero comes- Trio SSA
- See the godlike youth advance- Duet SA
- See the conqu'ring hero comes- Chorus
- Welcome, my son- Bass, Alto, Soprano recitative
- Oh, had I Jubal's lyre- Soprano aria
- While life shall last- Alto recitative
- Oh peerless maid- Soprano, Alto duet
- While lawless tyrants- Bass recitative
- The great Jehovah- Chorus

## Esecuzioni importanti
La prima ripresa di Joshua avvenne nel 1752. Prima dello spettacolo Händel tagliò la prima aria dal titolo "O first in wisdom". Inoltre ampliò l'ouverture con l'aggiunta di una fuga e una courante dal Solomon. Per un altro spettacolo del 1754 Händel di nuovo tagliò la prima aria, ma poi aggiunse cinque nuovi pezzi, tra cui quattro arie e un recitativo. A Salisburgo Joshua fu eseguito nel 1754. È stato eseguito di nuovo nel 1756 nel corso di una tre giorni di festival di Händel e a Londra nel 1755 e il 1759.
Altri spettacoli degni di nota sono:
- Three Choirs Festival nel 1759, 1769, 1773 e 1781
- The Oxford Music Room nel 1766, 1768 e 1773
- Winchester 1770-1783
- Berlin nel 1827 e 1832
- London Sacred Harmonic Society nel 1839
- Aberdare nel 1953

## Registrazioni
- The King's Consort and New College Choir, agosto 1990. Diretta da Robert King. Prodotta da Ben Turner[7]
- The London Handel Orchestra and Singers, novembre 2011. Diretta da Laurence Cummings. Somm Recordings.[8]